# Francisco de Quiñones

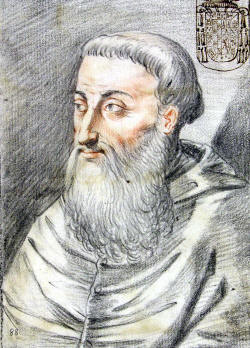
Kardinal Francisco de Quiñones

Kardinalswappen (schematische Darstellung)

Francisco de los Ángeles Quiñones OFMObs (* um 1480 in León; † 1540 in Veroli) war ein spanischer Kardinal.

## Leben
Francisco de Quiñones, sein Nachname wird auch in französischer Schreibweise als Quignon angegeben, entstammte einer vornehmen spanischen Familie. Er war der Sohn des Grafen von Luna, Diego Fernández de Quiñones, und mit Kaiser Karl V. verwandt. 1498 trat er nach dem Studium an der Universität Salamanca in den Franziskanerorden ein und nahm den Ordensnamen Francisco de los Ángeles an. Er wurde 1517 Generaldefinitor. 1523 und 1526 wählte man ihn zum Generalminister. In seiner Amtszeit veranlasste er zahlreiche Franziskaner-Konventualen, sich der Observantenbewegung anzuschließen. Er setzte sich für Reformen ein, verbesserte die Disziplin und die Ausbildung innerhalb des Ordens und beauftragte Missionare. So entsandte er 1523 eine Gruppe franziskanischer Missionare nach Mexiko, die man später als die „zwölf Apostel“ bezeichnete.
Quiñones, der sich persönlich zum Eremitenleben hingezogen fühlte, hatte einen aktiven Part in der Kirchenpolitik. Nach dem Sacco di Roma 1527 vermittelte er zwischen Papst Clemens VII. und Kaiser Karl V. und wurde kurz darauf (1527 oder 1528) zum Dank von Clemens VII. zum Kardinal ernannt. 1529 war er mit der Scheidungssache des englischen Königs Heinrich VIII. befasst und vertrat die Interessen Katharinas von Aragon.

## Werk

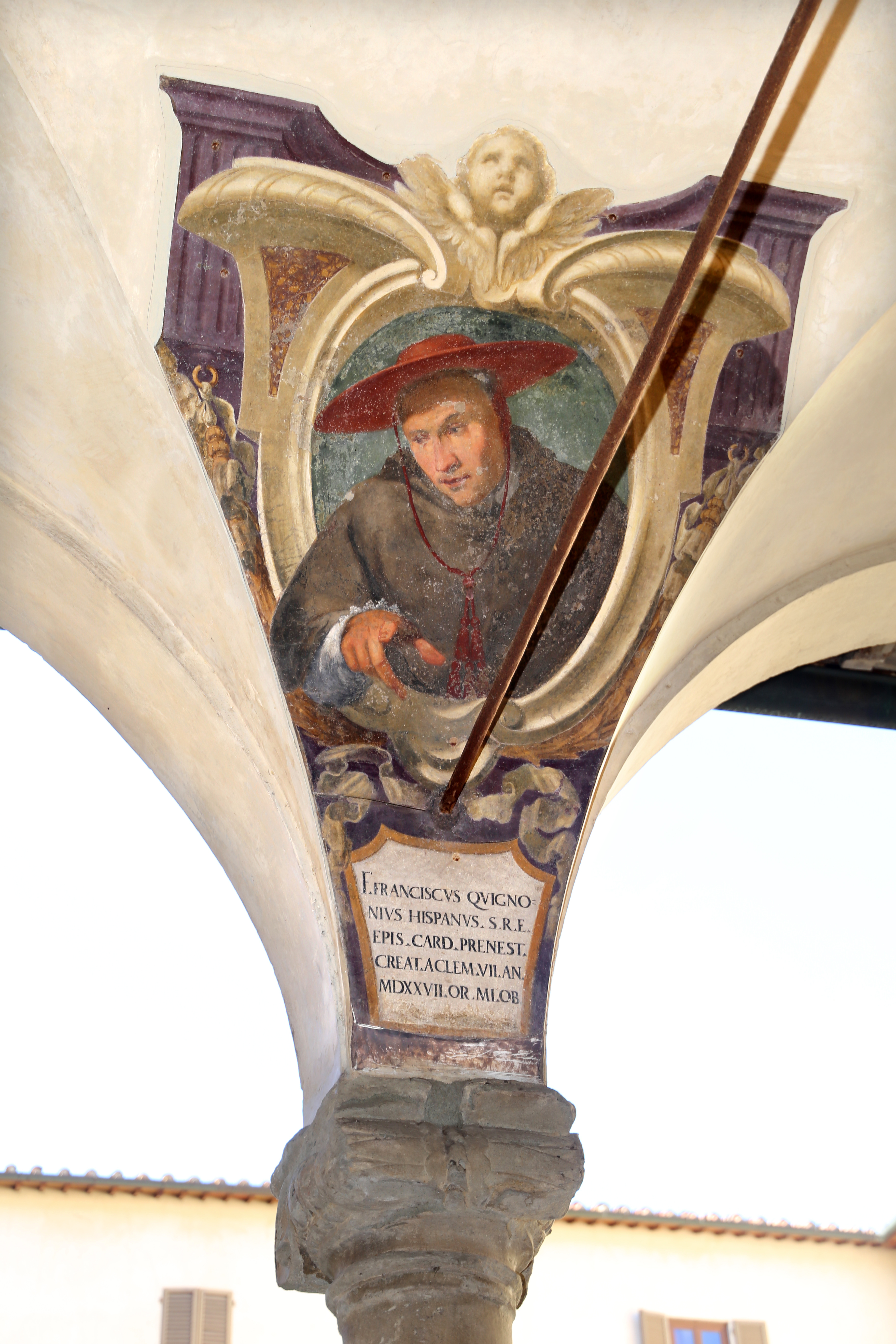
Porträt Francisco de Quiñones’ (Deckenmalerei im Kreuzgang von Ognissanti (Florenz), 1642)

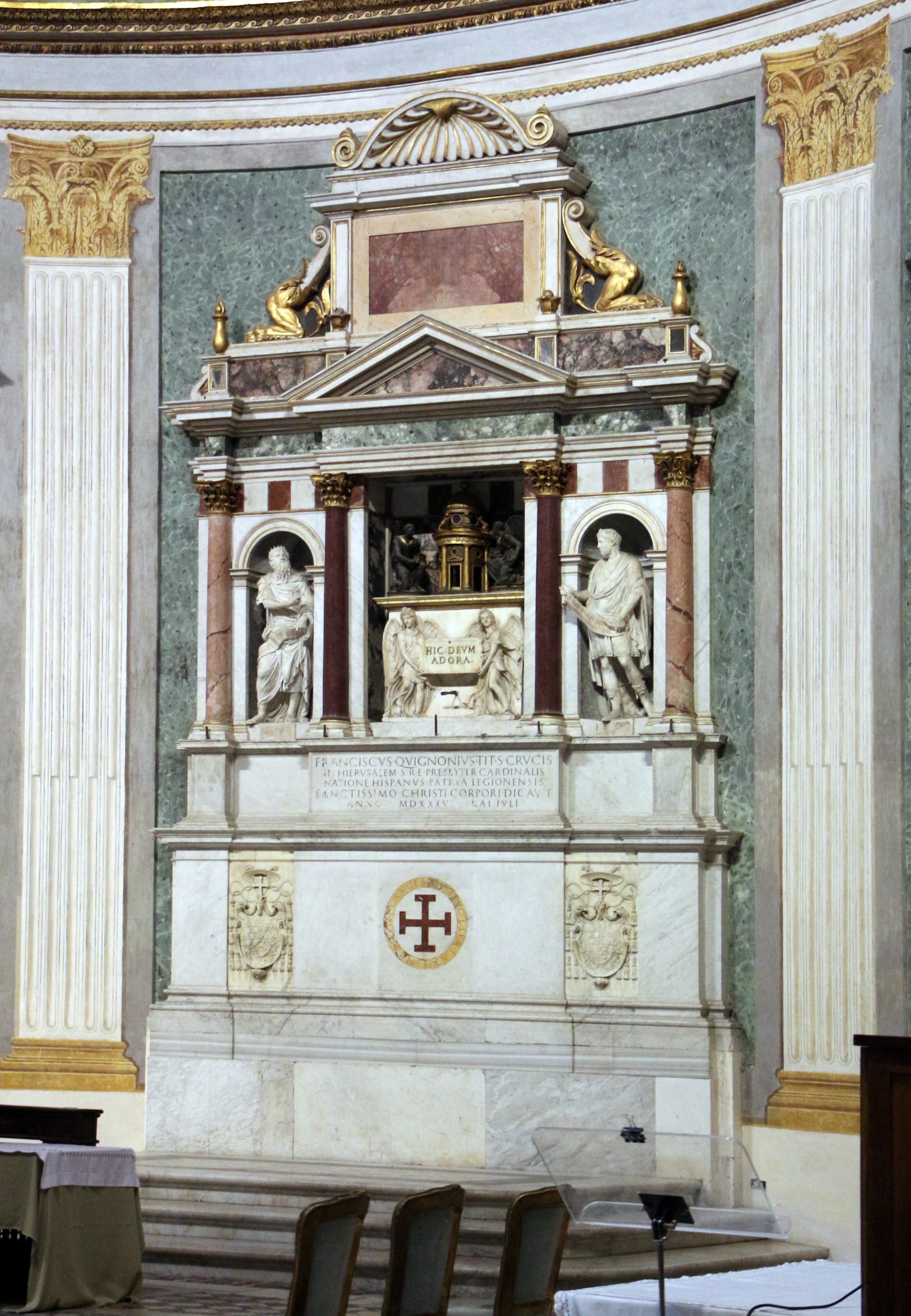
Grabmonument des Kardinals Francisco de Quiñones in der Kirche Santa Croce in Gerusalemme, Rom

Im Auftrag Clemens’ VII. erarbeitete Quiñones, unterstützt von seinen Kaplänen, ab 1529 ein Reformbrevier. Es erschien 1535 mit einem päpstlichen Breve unter dem Titel Breviarium Romanum ex sacra potissimum Scriptura et probatis Sanctorum historiis collectum et concinnatum und wird oft nach der Titelkirche Quiñones’ als Kreuzbrevier bezeichnet. Quiñones kürzte den Textumfang des bisherigen Breviers erheblich: so entfielen das tägliche Totenoffizium, das tägliche Kleine Marianische Offizium, die täglichen Bußpsalmen und Gradualpsalmen.
Noch im gleichen Jahr erfolgte der Nachdruck in Rom, Venedig, Paris, Lyon, Paris, Antwerpen und Köln; ebenso prompt verurteilte die Sorbonne Quiñones’ Werk. Dieser reagierte mit einer Neuauflage, in der er einige Änderungen vornahm; sie erschien 1536. Hatte er 1535 sämtliche Antiphonen gestrichen, so kehrten 1536 wieder einige Antiphonen ins Brevier zurück. Als Kennzeichen seines Reformbreviers nannte Quiñones im Vorwort:
1. Lesungen aus dem Alten und Neuen Testament sollten stärker berücksichtigt werden;
2. Ein klarerer Aufbau sollte den Gebrauch des Buches vereinfachen;
3. Die Heiligenviten sollten überarbeitet werden.

Quiñones’ Psalmenverteilung gewährleistete, dass die 150 Psalmen wirklich im Lauf einer Woche gebetet wurden, statt dass die wenigen Psalmen aus dem Commune Sanctorum immer wieder an Heiligenfesten die Wochentagspsalmen verdrängten. Das Neue Testament wurde im Lauf eines Jahres komplett gelesen, aus dem Alten Testament war das Buch Genesis und das erste Buch der Könige komplett berücksichtigt, die übrigen alttestamentlichen Bücher in Auswahl.
Das einleitende päpstliche Breve erlaubte die Verwendung allen Weltpriestern, die eine Genehmigung dafür einholten. Quiñones kam der Situation dieser Kleriker sehr entgegen, die ihr Brevier privat zu lesen pflegten. Er strich alles, was zum Chorgebet gehörte (Responsorien, Antiphonen usw.). Die Aufnahme in der Zielgruppe der Weltpriester war sehr positiv. In der Gesellschaft Jesu wurde es standardmäßig gebraucht; 1546 erhielt Ignatius von Loyola die päpstliche Erlaubnis, dass alle Jesuiten es verwenden durften. Auch Petrus Canisius unterstützte den Gebrauch des Kreuzbreviers sowie Franz Xaver (der allerdings für seine Person an dem alten Brevier festhielt). In einigen spanischen Diözesen wurde das Kreuzbrevier oder nach seinem Vorbild erstellte Stundenbücher allgemein eingeführt; so wurde das zum privaten Lesen konzipierte Buch auch beim Stundengebet in einigen Kathedralen genutzt.
Der Konzilstheologe Johannes de Arze kritisierte das Kreuzbrevier in einem Memorandum, das er 1551 beim Konzil von Trient einreichte: die ausgedehnte Bibellese und besonders die Beschäftigung mit den Paulusbriefen sei für einfache Weltpriester nicht sinnvoll; die Kenntnis des Chorgebets gehe verloren; ein kürzeres Brevier fördere nur den Müßiggang. Das alte Brevier gründe im göttlichen Recht. Zwar traf das Konzil keine Entscheidung, doch beeinflusste de Arze die Meinung der Konzilsväter, die bis dahin dem Reformbrevier eher positiv gegenüber gestanden hatten. Neben den verschiedenen zeitbedingten Argumenten gegen das Brevier (darunter die Auseinandersetzung mit dem Protestantismus) nennt Josef Andreas Jungmann das Argument des Konzilstheologen Domingo de Soto: Das Offizium diene dem Lob Gottes und nicht als eine Art Studienprogramm dem Kennenlernen der Psalmen und der Bibel.
1556 untersagte Papst Paul IV. die Verwendung des Kreuzbreviers. In der Einführungsbulle des Römischen Breviers Quod a nobis nannte Pius V. 1568 das Kreuzbrevier unter den Missständen, die mit dem neuen römischen Brevier behoben werden sollten. Aus diesem Brevier übernahm das Breviarium Romanum allerdings die überarbeitete Form der Heiligenbiografien.
Thomas Cranmer übernahm Elemente des Kreuzbreviers in das Book of Common Prayer; auf diese Weise beeinflusste dieses Reformbrevier das anglikanische Stundengebet. Außerdem orientierten sich neugallikanische Breviere im 18. und 19. Jahrhundert an Quiñones’ Werk. Es blieb auch als Laienbrevier in der Römisch-katholischen Kirche weiter in Gebrauch.